# استثمار سلبي
يُشير مصطلح الاستثمار السلبي (بالإنجليزية: Disinvestment)‏، إلى تضافر استخدام المقاطعة الاقتصادية للضغط على الحكومة أو الهيئات الصناعية أو الشركات من أجل تغيير سياسة ما، أو إحلال الإدارة الرئاسية، وحتى تغيير النظام. وقد استخدم هذا المصطلح لأول مرة في ثمانينات القرن العشرين، ويُعتبر الأكثر شيوعا في الولايات المتحدة، كإشارة إلى مقاطعة اقتصادية استُخدمت في جنوب أفريقيا كوسيلة ضغط على الحكومة من أجل إلغاء سياسة الفصل العنصري.